# Miss Tchad
Miss Tchad est un concours de beauté qui élit chaque année une jeune femme pour représenter la « beauté tchadienne ». Créé en 2007, il est organisé d'abord au niveau des régions pour élire la beauté régionale avant le concours national.

## Palmarès[3],[4]
| Année | Lauréates                                                     | Région d'origine                                              |
| ----- | ------------------------------------------------------------- | ------------------------------------------------------------- |
| 2007  | Nicole Rémadji                                                | N'Djaména                                                     |
| 2008  | Inconnu                                                       | Inconnu                                                       |
| 2009  | Zina Khalil                                                   | N'Djaména                                                     |
| 2010  | Khadidja Hissein Wakaye                                       | N'Djaména                                                     |
| 2011  | Zénaba Ahmat Tidjani                                          | N'Djaména                                                     |
| 2012  | Lydie Romelem                                                 | N'Djaména                                                     |
| 2013  | Nazilé Brahim Baba                                            | Hadjer-Lamis                                                  |
| 2014  | Sakadi Djivra                                                 | Mayo-Kebbi Est                                                |
| 2015  | Élise Dagossé                                                 | Chari-Baguirmi                                                |
| 2016  | Sylviane Leloum                                               | Logone Occidental                                             |
| 2017  | Mingar Beimbaye                                               | Mandoul                                                       |
| 2018  | Pour des raisons financières, l'édition 2018 n'a pas eu lieu. | Pour des raisons financières, l'édition 2018 n'a pas eu lieu. |
| 2019  | Sindigué Caltouma                                             | Tandjilé                                                      |
| 2020  | Ronelyam Syam Grace                                           | Mandoul                                                       |